# Sédhiou (Département)

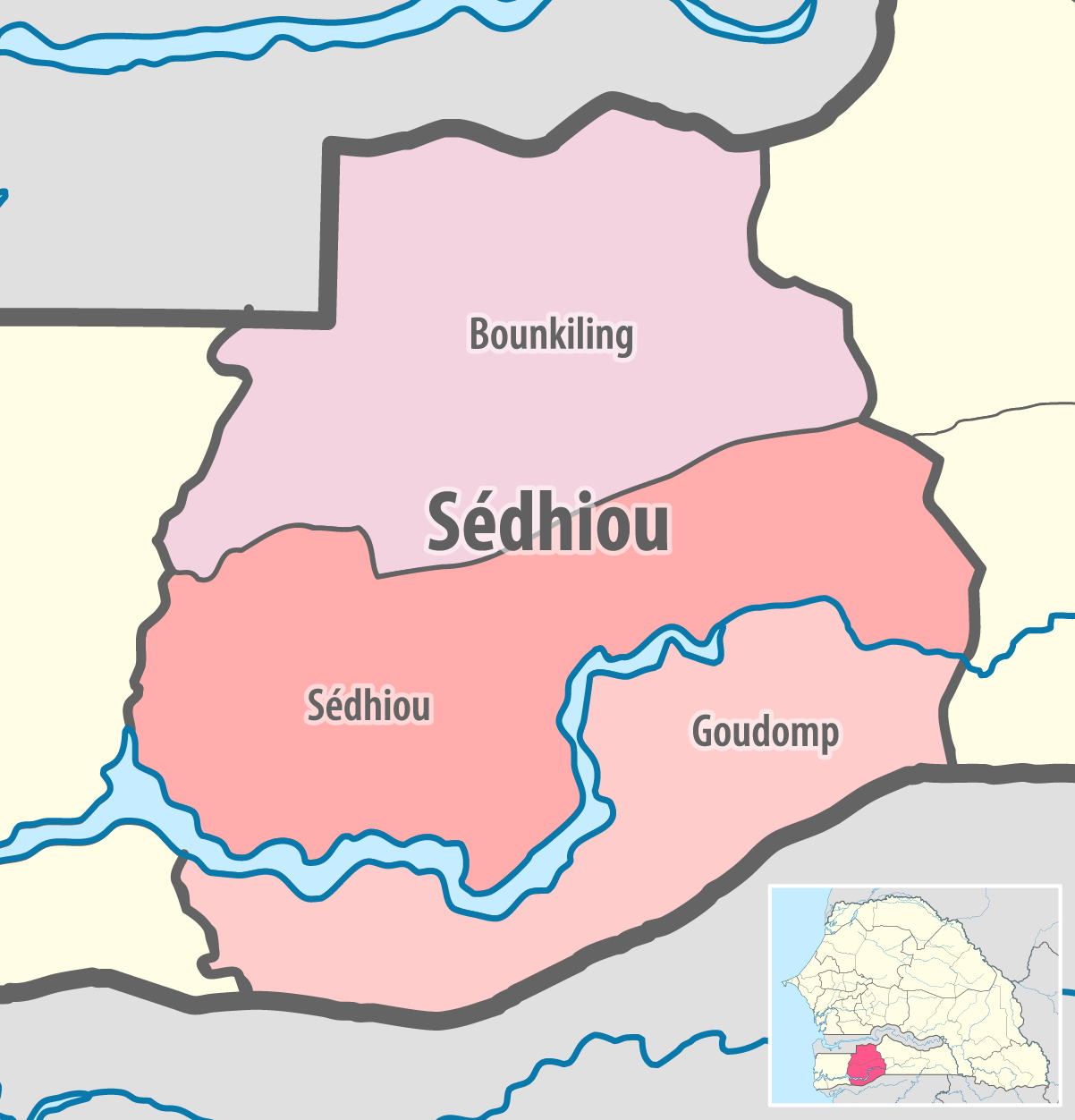
Département Sédhiou in der Region Sédhiou

Das Département Sédhiou mit der Hauptstadt Sédhiou ist eines von 45 Départements, in die der Senegal, und eines von drei Départements, in die die Region Sédhiou gegliedert ist. Es liegt im Zentrum der Casamance im südlichen Senegal zwischen dem Casamance-Fluss im Süden und dem Soungrougrou im Norden und Westen.
Das Département hat eine Fläche von 2726,76 km² und gliedert sich wie folgt in Arrondissements, Kommunen (Communes) und Landgemeinden (Communautés rurales):
| Commune / Arrondissement | Communauté rurale | Einwohner 2013 |
| Sédhiou                  | —                 | 24.214         |
| Marsassoum               | —                 | 7.029          |
| Dianah Malary            | —                 | 3.066          |
| Diendé                   | Diendé            | 12.479         |
| Diendé                   | Sakar             | 9.028          |
| Diendé                   | Diannah Ba        | 7.206          |
| Diendé                   | Koussy            | 8.383          |
| Diendé                   | Oudoucar          | 10.354         |
| Diendé                   | Sama Kanta Peulh  | 3.851          |
| Djibabouya               | Benet Bijini      | 10.847         |
| Djibabouya               | Sansamba          | 13.787         |
| Djibabouya               | Djibabouya        | 5.742          |
| Djirédji                 | Bambali           | 17.330         |
| Djirédji                 | Djirédji          | 18.012         |
| Département              | —                 | 151.331        |